# Gula serien
Gula serien var en monografiserie för samtida skönlitteratur i översättning, utgiven av Bonniers förlag mellan 1924 och 1953. Böckerna var ofta försedda med inledning av Anders Österling. Omslagen var under merparten av åren gula med texten i svart inom en röd ram.
Andra förlag har också använt sig av seriebeteckningen; Nordiska musikförlaget för notutgåvor och Niloes förlag för vissa klassikerutgåvor.

## Delar i serien (urval)
- Giovanni Papini: En färdig man (1924)
- Georges Duhamel: Två män (1924)
- Vera Inber: Näktergalen och rosen: noveller (översättning Josef Riwkin och Daniel Brick, 1931)
- Ferdynand Goetel: Från dag till dag (Z dnia na dzień) (översättning Eugénie Söderberg, 1932)
- Jerzy Kossowski: Tegelhuset (Ceglany dom) (översättning Eugénie Söderberg och Daniel Brick, 1932)
- Irène Nemirovski: Balen – två berättelser (Le bal. Les mouches d’automne) (översättning Fulvia Stiernstedt, 1932)
- Thomas Wolfe: Se hemåt, ängel! (Look homeward, angel!) (översättning Elsa af Trolle, 1932)
- Hans Fallada: Hur skall det gå med Pinnebergs? (Kleiner Mann - was nun?) (översättning Gerd Bausch-Lilliehöök, 1933)
- Louis Golding: Magnoliagatan (Magnolia Street) (översättning Sonja Vougt, 1933)
- Bruno Brehm: Så började det (Apis und Este - so fing es an) (översättning Bertil Malmberg, 1934)
- Vladimir Nabokov: Han som spelade schack med livet  (Zaščita Lužina) (översättning Ellen Rydelius, 1936)
- Franz Werfel: De fyrtio dagarna på Musa Dagh (Die vierzig Tage des Musa Dagh) (översättning Bertil Malmberg, 1936)
- Cora Sandel: Flykten till Amerika  (Takk, doktor!) (översättning Ann-Mari Brising, 1937)
- George Duhamel: Salavins historia (Confession de minuit, Journal de Salavin, Le club des Lyonnais, Tel qu'en lui-même) (översättning Ingeborg Essén och Sven Stolpe, 1939)
- John Steinbeck: Möss och människor  (Of mice and men) (översättning Sven Barthel, 1939)
- Virginia Woolf: Åren  (The years) (översättning Ingalisa Munck, 1941)
- Lin Yutang: Ett blad i stormen: en roman från det krigshärjade Kina  (A leaf in the storm) (översättning Gösta Olzon, 1943)
- André Malraux: Förtvivla ej!  (L'espoir) (översättning Gunnar Ekelöf, 1944)
- Alberto Moravia: De likgiltiga  (Gli indifferenti) (översättning Karin de Laval, 1945)
- Thomas Mann: Lotte i Weimar  (Lotte in Weimar) (översättning Nils Holmberg, 1946)
- Tarjei Vesaas: Huset i mörkret  (Huset i mørkret) (översättning Cilla Johnson, 1947)
- Carlo Levi: Kristus stannade i Eboli  (Cristo si e fermato a Eboli) (översättning Karin de Laval, 1948)
- Herman Hesse: Stäppvargen (Der Steppenwolf) (översättning Sven Stolpe, 1951)
- Johannes V. Jensen: Myter  (Myter) (översättning Sven Barthel, 1951)
- Thomas Mann: Fem berättelser (1952)
- Hermann Hesse: Glaspärlespelet  (Das Glasperlenspiel) (översättning Nils Holmberg, 1952)